# Dirk Kempthorne
Dirk Kempthorne, né le 29 octobre 1951 à San Diego (Californie), est un homme politique américain.
Membre du Parti républicain, il est maire de Boise entre 1986 et 1993, sénateur de l'Idaho au Congrès des États-Unis de 1993 à 1999, gouverneur de l'Idaho de 1999 à 2006, puis secrétaire à l'Intérieur des États-Unis entre 2006 et 2009 dans l'administration du président George W. Bush.

## Biographie

### Sénateur des États-Unis
Né le 29 octobre 1951, Dirk Kempthorne est d'abord maire de Boise, la capitale de l'Idaho, de 1986 à 1993. Lors des élections de 1992, il est élu en tant que républicain au Sénat des États-Unis, remportant le siège du titulaire républicain sortant Steve Symms, qui ne se représente pas. Il bat Richard H. Stallings, candidat du Parti démocrate, par 56,5 % des voix contre 43,5 % à Stallings. Le nouveau membre du Congrès est alors vu comme un républicain conservateur traditionnel.

### Gouverneur de l'Idaho
À l'occasion des élections de 1998, il décide de ne pas se représenter au Sénat mais de présenter sa candidature au poste de gouverneur de l'Idaho. En novembre de la même année, il est élu avec 67,7 % des suffrages contre 29,1 % à son adversaire démocrate Robert Huntley, ancien juge à la Cour suprême de l'Idaho (1982-1989).
En janvier 1999, il succède ainsi au républicain Phil Batt et est réélu en 2002 avec 56,3 % des suffrages contre 41,7 % à son opposant démocrate Jerry Brady. En décembre 2005, il est le 21e gouverneur le plus populaire du pays avec un taux d'approbation de 59 %, ex aequo avec les gouverneurs Tim Pawlenty du Minnesota et Michael Easley de Caroline du Nord.

### Cabinet de George W. Bush

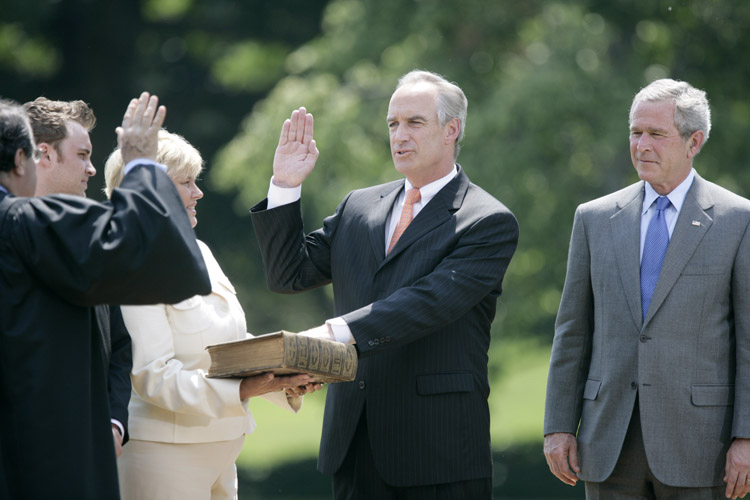
Prestation de serment de Kempthorne au côté du président Bush le 7 juin 2006.

Le 16 mars 2006, il est nommé secrétaire à l'Intérieur des États-Unis par le président George W. Bush afin de succéder à Gale Norton. Sa nomination est confirmée par le Sénat le 26 mai suivant.
Il prête serment le 7 juin 2006. Son mandat prend fin lors de l'entrée en fonction de l'administration Obama, le 20 janvier 2009. Il n'occupe depuis plus de fonction élective ou politique. En 2013, il soutient publiquement la nomination de Sally Jewell par Barack Obama au département de l'Intérieur.